# Belus (album)
Belus – siódmy album studyjny norweskiego projektu muzycznego Burzum. Wydawnictwo ukazało się 8 marca 2010 roku nakładem wytwórni muzycznej Byelobog Productions. Muzyka na płycie utrzymana jest w gatunku black metal, w przeciwieństwie do poprzedniego albumu Hliðskjálf, zaliczonego do nurtu dark ambient. Belus ukazał się również na 12" płycie winylowej limitowanej do 2000 egzemplarzy wydanej przez wytwórnię Back on Black.
Pierwsze doniesienia o planach realizacji albumu Burzum miały miejsce w czerwcu 2009 roku. Nagrania, zrealizowane w Grieghallen w Bergen zostały ukończone wczesną zimą 2010 roku. Album był początkowo zatytułowany Den Hvite Guden (Biały Bóg), jednakże tytuł został odebrany jako rasistowski, dlatego też został zmieniony na Belus. Zarówno tytuł Den Hvite Guden jak i Belus według Vikernesa odnoszą się do nordyckiego bóstwa Baldura reprezentującego światło, piękno, miłość i szczęście.

## Lista utworów
Opracowano na podstawie materiału źródłowego.
| Nr | Tytuł utworu                       | Długość |
| -- | ---------------------------------- | ------- |
| 1. | „Leukes renkespill (Introduksjon)” | 0:33    |
| 2. | „Belus' død”                       | 6:23    |
| 3. | „Glemselens elv”                   | 11:54   |
| 4. | „Kaimadalthas' nedstigning”        | 6:43    |
| 5. | „Sverddans”                        | 2:27    |
| 6. | „Keliohesten”                      | 5:45    |
| 7. | „Morgenrøde”                       | 8:54    |
| 8. | „Belus' tilbakekomst (Konklusjon)” | 9:37    |
|    |                                    | 52:16   |

## Twórcy
Opracowano na podstawie materiału źródowego oraz materiałów bibliograficznych.
- Varg Vikernes – śpiew, wszystkie instrumenty, muzyka, słowa, produkcja, miksowanie, okładka
- Eirik Hundvin – produkcja
- Davide Bertolini – miksowanie
- Tim Turan – mastering (Turan Audio, Oksford 2010)
- Adrian Wear – oprawa graficzna

## Pozycje na listach
| Lista    | Kraj      | Pozycja |
| -------- | --------- | ------- |
| Top 50   | Finlandia | 8       |
| VG-lista | Norwegia  | 23      |